# Cantone di Ambrières-les-Vallées
Il Cantone di Ambrières-les-Vallées era una divisione amministrativa dell'arrondissement di Mayenne.
È stato soppresso a seguito della riforma complessiva dei cantoni del 2014, che è entrata in vigore con le elezioni dipartimentali del 2015.
Comprendeva i comuni di:
- Ambrières-les-Vallées
- Chantrigné
- Couesmes-Vaucé
- La Haie-Traversaine
- Le Pas
- Saint-Loup-du-Gast
- Soucé